# Dorferkees
Das Dorferkees, auch Dorfer Kees, ist ein Gletscher am Tauernhauptkamm der Venedigergruppe in der Gemeinde Prägraten am Großvenediger im Bezirk Lienz (Osttirol).

## Lage
Das Dorferkees befindet sich im Talschluss des Dorferbachs an der Südseite des Tauernhauptkamms in der Venedigergruppe. Der Gletscher besteht im Wesentlichen aus einem südwestlichen und einem nordöstlichen Teil. Der nordöstliche Gletscherteil befindet sich zwischen dem Venediger-Westgrat im Norden, dem Großvenediger im Nordosten, dem Hohen Aderl im Südosten und wird im Süden vom Gratverlauf vom Hohen Aderl über die Hohe Ader zur Schwarzen Ader begrenzt. Der südwestliche Teil liegt an den Ostabhängen des Großen Happs und des Großen Geigers. Der Gletscherteil selbst ist in einen nördlichen und einen südlichen Teil zerfallen, wobei der südliche Teil noch über eine Verbindung zum Obersulzbachkees verfügt. Weitere Gletscherreste befinden sich unterhalb des Obersulzbachtörls, das die beiden großen Gletscherflächen trennt. Beim nordöstlichen Gletscherteil handelt es sich um die größere der beiden Gletscherflächen. Hier reicht der Gletscher nahe dem Großvenediger auch bis zum Grat des Venediger-Westgrats hinauf und erreicht hier seine höchste Stelle.

## Geschichte
Anfang der 1870er Jahre war der Talschluss des Dorferbachs noch völlig vergletschert und war damit vom Großen Happ, dem Großen Geiger über das Obersulbachtörl bis zu Großvenediger und Hohes Aderl mit einer durchgehenden Gletscherfläche bedeckt. Die Gletscherzunge des Dorferkees reichte weit ins Dorfertal hinein und befand sich zu jener Zeit noch südöstlich des Kleinen Happs nahe an der Mündung des Zettalunitzbaches in den Dorferbach in einer Höhe von rund 2175 Metern. Zudem bestand zwischen der Gletscherzunge und dem Inneren Mullwitzkees noch eine Verbindung. Im Zuge des Gletscherschwundes seit der Mitte des 19. Jahrhunderts zog sich das Dorferkees immer weiter zurück. Umfasste der Gletscher 1850 noch 6,71 km², so schrumpfte er bis 1969 auf 4,55 km². Anfangs hatte sich der Verlust an Gletschertfläche nur an der schrumpfenden Gletscherzunge bemerkbar gemacht. So hatte sich die Gletscherzunge bis zu Beginn des 20. Jahrhunderts erst bis auf die Höhe des Kleinen Happs zurückgezogen. Auch Mitte des 20. Jahrhunderts war der Großteil der Eisfläche noch erhalten und die Gletscherzunge des Dorferkees reicht noch bis südlich des Ostgrats des Großen Happs. Jedoch war zu dieser Zeit bereits die Verbindung zum Mullwitzkees verloren gegangen.